# Gesteinteheck
Der Gesteinteheck bei Egenroth im hessischen Rheingau-Taunus-Kreis ist eine 537,2 m ü. NHN hohe Erhebung im Mittelgebirge Taunus.
Der bewaldete Berg ist auf der Hochscholle des Kemeler Rücken gelegen nach Mappershainer Kopf (548 m) und Grauem Kopf (543,4 m) die dritthöchste Erhebung im Westlichen Hintertaunus.

## Geographie

### Lage
Der Gesteinteheck liegt im Westlichen Hintertaunus im Naturpark Rhein-Taunus. Sein Gipfel erhebt sich 1,25 km ostnordöstlich des Heidenroder Ortsteils Egenroth, das im Tal des Klausbachs liegt, und etwa 2,5 km südwestlich des vom Dörsbach durchflossenen Heidenroder Kernort Laufenselden. Auf dem Berg erstreckt sich ein Teil der Kemeler Heide. Etwa 750 m (jeweils Luftlinie) nordöstlich vom Gipfel steht ein Römerturm.

### Naturräumliche Zuordnung
Der Gesteinteheck zählt in der naturräumlichen Haupteinheitengruppe Taunus (Nr. 30) und in der Haupteinheit Westlicher Hintertaunus (304) zur Untereinheit Westlicher Aartaunus (304.1), wobei seine Landschaft nach Südwesten in die Untereinheit Zorner Hochfläche (304.5) abfällt.

## Windpark Heidenrod

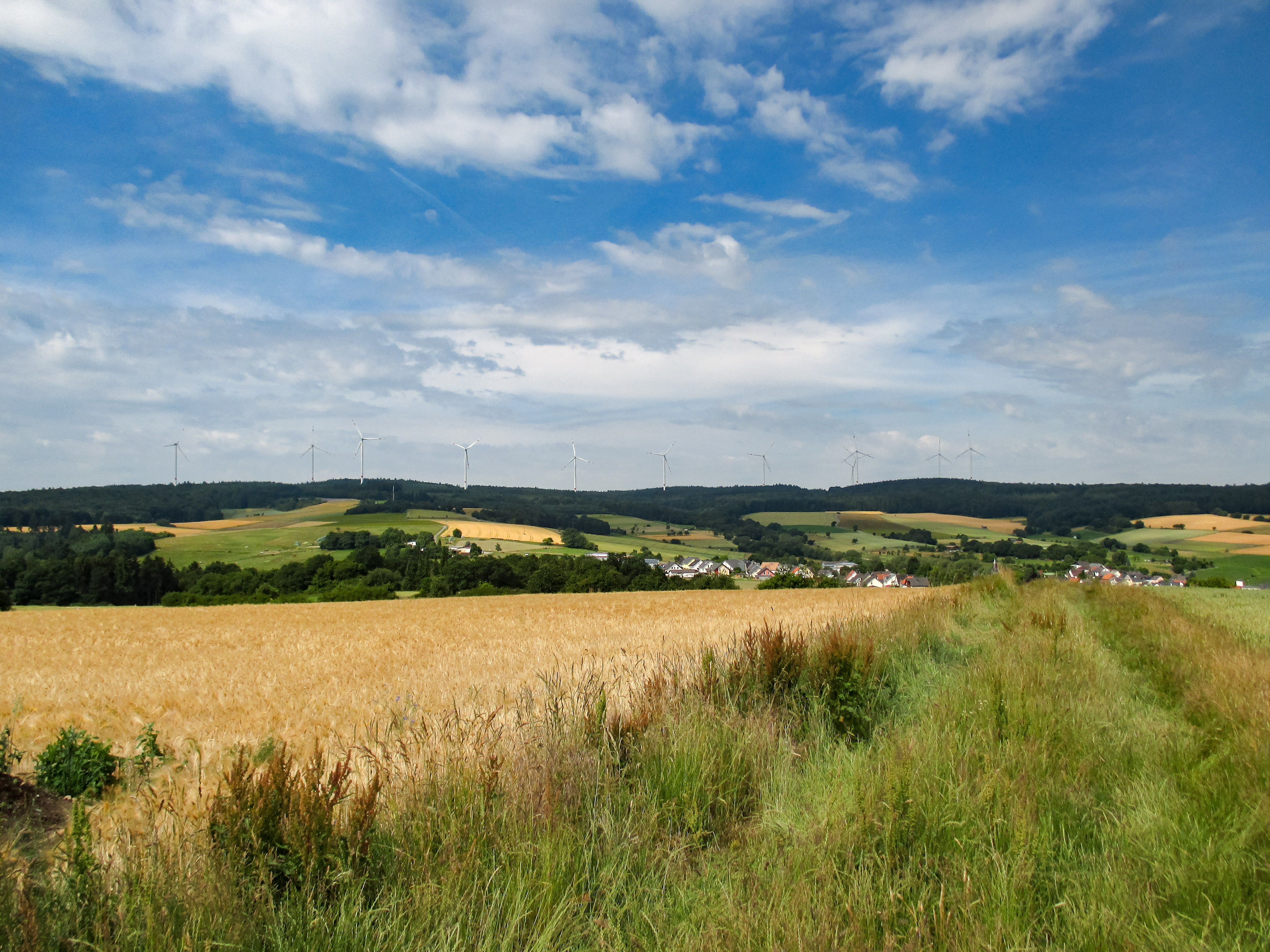
… Blick von derselben Stelle, auch zum Kemeler Rücken, nun aber mit dem Windpark Heidenrod (2015)

Auf dem bewaldeten nordwestlichen Kemeler Rücken, im Gebiet zwischen Grauem Kopf (nördlich) und Gesteinteheck (südlich), entlang der B 260, begannen im Februar 2014 die Bauarbeiten für die Errichtung von 12 Windkraftanlagen (WEA) des Typ GE2.5-120 vom Hersteller GE Wind Energy, mit einer Maximalhöhe von 199 m. Zwei dieser WEA, eine am Grauen Kopf und die andere etwa 500 m südwestlich, wurden in unmittelbarer Nähe des Obergermanisch-Raetischen Limes errichtet.
Wie bei solchen Windenergieprojekten in Waldlandschaften üblich, wurden für die 12 WEA größere Waldflächen mit dem Einsatz von Holzvollernter entwaldet und anschließend gerodet. Weiterhin wurden die vorhandenen Waldwege für den Transport der Baumaterialien und Anlagenbauteile zu Baustraßen umgewandelt, sowie seitlich der Baustraßen die Erdkabel zu den einzelnen WEA verlegt.
Mit einer Klage eines Gemeindevertreters der Gemeinde Heidenrod beim Verwaltungsgericht Wiesbaden sollte im April 2013 verhindert werden, dass der Beschluss der Gemeindevertretung Heidenrod zur Gründung der Windenergiepark Heidenrod GmbH umgesetzt wird. Am 8. Mai 2013 wurde der Klage teilweise stattgegeben und der Gemeindevorstand verpflichtet, eine Anfrage des Klägers über die gemeindlichen Einnahmen aus dem Betrieb von Windkraftanlagen unverzüglich, vollständig und wahrheitsgemäß zu beantworten.

## Verkehr und Wandern
Knapp 350 m südwestlich vorbei am Gipfel des Gesteinteheck verläuft die Bundesstraße 260 (teils auch Bäderstraße Taunus genannt), die dort unterschiedlichen Angaben zufolge über 520 m oder 530 m Höhe erreicht. Diese Straße kreuzt etwa 1,2 km (jeweils Luftlinie) südlich des Gipfels die Landesstraße 3031 (Laufenselden–Zorn). Von dieser Straße zweigt wenige Meter von der Kreuzung entfernt die nach Egenroth verlaufende Kreisstraße 597 ab. Zum Beispiel an diesen Straßen beginnend kann man den Berg auf Waldwegen und -pfaden erwandern.